# Tenuipalpus rodionovi
Tenuipalpus rodionovi är en spindeldjursart som beskrevs av Chalilova 1953. Tenuipalpus rodionovi ingår i släktet Tenuipalpus och familjen Tenuipalpidae. Inga underarter finns listade i Catalogue of Life.